# Лексингтън (Мисури)
Вижте пояснителната страница за други значения на Лексингтън.
Лексингтън (на английски: Lexington) е град в Мисури, Съединени американски щати, административен център на окръг Лафайет. Разположен е на десния бряг на река Мисури. Населението му е 4555 души (по приблизителна оценка от 2017 г.).
В Лексингтън е роден писателят Рандал Гарет (1927 – 1987).